# Illa Aion
Aion (en rus Остров Айон) és una illa de la costa de la península de Txukotka, al mar de Sibèria Oriental. Administrativament pertany al Districte autònom de Txukotka de la Federació Russa.
Es troba a la riba occidental de la badia Txàunskaia, a l'extrem oriental del golf de Kolimà. L'illa fa 63 km de llarg per 38 km d'amplada i la seva superfície és d'uns 2000 km². La costa està poc retallada. L'illa és plana i baixa, amb una altura màxima de 66 metres. Hi ha molts petits llacs i pantans. Està separada del continent per l'estret de Mali Txaunski, un canal poc profund que amb prou feines fa 2 km d'amplada al seu punt més estret. Són habituals els femòmens de termokarst.
La vegetació predominant és la pròpia de la tundra baixa. És habitada per txuktxis, que utilitzen la tundra com a pastura per als seus ramats de rens. Hi ha dos petits assentaments, Elvunei (ara abandonat) i Aion, a l'extrem nord-oest de l'illa. Des del 1941 hi ha una estació meteorològica.
L'illa va ser descoberta i descrita el 1762 pel comerciant rus Nikita Xalaurov.